# Punxeiras Altas
Punxeiras Altas (en gallego y oficialmente, As Punxeiras Altas) es una aldea española situada en la parroquia de Ortoño, del municipio de Ames, en la provincia de La Coruña, Galicia.

## Demografía
| Gráfica de evolución demográfica de Punxeiras Altas entre 2000 y 2018 |
|                                                                       |
| Datos según el nomenclátor publicado por el INE.                      |